# Challenger Cup de Voleibol Feminino de 2019
A Challenger Cup de Voleibol Feminino de 2019 foi a segunda edição deste torneio com promoção da Federação Internacional de Voleibol (FIVB). Novamente foi disputado no Peru, com as partidas ocorrendo no Coliseo Manuel Bonilla da capital Lima.
O Canadá derrotou a República Checa na final por 3 sets a 2 e garantiu a vaga para a Liga das Nações de 2020 no lugar da Bulgária, que havia sido promovida no ano anterior.

## Participantes
Este torneio contou com seis equipes participantes, sendo elas:
| Classificação               | Classificados |
| --------------------------- | ------------- |
| País-sede                   | Peru          |
| Qualificatória da NORCECA   | Canadá        |
| Ranking Mundial pela AVC    | Taipé Chinês1 |
| Playoff CSV–CAVB            | Argentina2    |
| Liga Europeia de 2019 (CEV) | Chéquia       |
| Liga Europeia de 2019 (CEV) | Croácia       |

1 O Cazaquistão foi designado pela AVC como a equipe melhor ranqueada pela Ásia, mas declinou da vaga e esta foi atribuída ao Taipé Chinês.
2 Nenhum time da África participou do processo de qualificação, com isso uma seleção da América do Sul se classificou automaticamente.
A FIVB outorgou, para cada confederação continental, livre arbítrio para o processo da escolha de seus representantes. Os mesmos poderiam vir de um torneio qualificatório a ser criado ou utilizando de um campeonato já existente, ofertando as vagas para a Challenger Cup. Caso nenhum torneio fosse realizado, a vaga deveria ser outorgada levando em consideração o ranking mundial.

## Regulamento
As seis seleções participantes foram divididas em dois grupos de três integrantes em cada. As duas primeiras colocadas de cada grupo avançaram para as semifinais, na qual as perdedoras disputaram o terceiro lugar, enquanto que as vencedoras fizeram a decisão.
A equipe campeã se qualificou automaticamente para a Liga das Nações de 2021 (após o cancelamento da edição de 2020), no lugar da última colocada entre as equipes "desafiantes" da edição de 2019.

## Fase preliminar
Com o uso do sistema serpentina, as seleções participantes foram distribuídas de acordo com o último ranking da FIVB antes do início da competição (indicados entre parêntesis).
| Grupo A      | Grupo B           |
| ------------ | ----------------- |
| Peru (sede)  | Argentina (11)    |
| Chéquia (24) | Canadá (18)       |
| Croácia (30) | Taipé Chinês (33) |

|  | Classificadas para as semifinais |

Todas as partidas seguem o horário local (UTC−5).

### Grupo A
|     |         |     | Jogos | Jogos | Jogos | Resultados | Resultados | Resultados | Resultados | Resultados | Resultados | Sets | Sets | Sets  | Pontos | Pontos | Pontos |
| Pos | Equipe  | Pts | T     | V     | D     | 3–0        | 3–1        | 3–2        | 2–3        | 1–3        | 0–3        | V    | P    | R     | V      | P      | R      |
| --- | ------- | --- | ----- | ----- | ----- | ---------- | ---------- | ---------- | ---------- | ---------- | ---------- | ---- | ---- | ----- | ------ | ------ | ------ |
| 1   | Chéquia | 6   | 2     | 2     | 0     | 0          | 2          | 0          | 0          | 0          | 0          | 6    | 2    | 3,000 | 194    | 160    | 1.213  |
| 2   | Croácia | 3   | 2     | 1     | 1     | 0          | 1          | 0          | 0          | 1          | 0          | 4    | 4    | 1,000 | 168    | 189    | 0.889  |
| 3   | Peru    | 0   | 2     | 0     | 2     | 0          | 0          | 0          | 0          | 2          | 0          | 2    | 6    | 0.333 | 186    | 199    | 0.935  |

| Data   | Hora  |         | Placar |         | Set 1 | Set 2 | Set 3 | Set 4 | Set 5 | Total  | Relatório |
| ------ | ----- | ------- | ------ | ------- | ----- | ----- | ----- | ----- | ----- | ------ | --------- |
| 26 jun | 20:00 | Peru    | 1–3    | Croácia | 23–25 | 25–19 | 17–25 | 29–31 |       | 94–100 | Relatório |
| 27 jun | 20:00 | Chéquia | 3–1    | Croácia | 20–25 | 25–12 | 25–16 | 25–15 |       | 95–68  | Relatório |
| 28 jun | 20:00 | Peru    | 1–3    | Chéquia | 25–27 | 25–22 | 21–25 | 21–25 |       | 92–99  | Relatório |

### Grupo B
|     |              |     | Jogos | Jogos | Jogos | Resultados | Resultados | Resultados | Resultados | Resultados | Resultados | Sets | Sets | Sets  | Pontos | Pontos | Pontos |
| Pos | Equipe       | Pts | T     | V     | D     | 3–0        | 3–1        | 3–2        | 2–3        | 1–3        | 0–3        | V    | P    | R     | V      | P      | R      |
| --- | ------------ | --- | ----- | ----- | ----- | ---------- | ---------- | ---------- | ---------- | ---------- | ---------- | ---- | ---- | ----- | ------ | ------ | ------ |
| 1   | Canadá       | 6   | 2     | 2     | 0     | 2          | 0          | 0          | 0          | 0          | 0          | 6    | 0    | MAX   | 150    | 116    | 1.293  |
| 2   | Argentina    | 3   | 2     | 1     | 1     | 1          | 0          | 0          | 0          | 0          | 1          | 3    | 3    | 1,000 | 142    | 140    | 1.014  |
| 3   | Taipé Chinês | 0   | 2     | 0     | 2     | 0          | 0          | 0          | 0          | 0          | 2          | 0    | 6    | 0,000 | 114    | 150    | 0.760  |

| Data   | Hora  |           | Placar |              | Set 1 | Set 2 | Set 3 | Set 4 | Set 5 | Total | Relatório |
| ------ | ----- | --------- | ------ | ------------ | ----- | ----- | ----- | ----- | ----- | ----- | --------- |
| 26 jun | 17:00 | Argentina | 3–0    | Taipé Chinês | 25–22 | 25–22 | 25–21 |       |       | 75–65 | Relatório |
| 27 jun | 17:00 | Canadá    | 3–0    | Taipé Chinês | 25–16 | 25–17 | 25–16 |       |       | 75–49 | Relatório |
| 28 jun | 17:00 | Argentina | 0–3    | Canadá       | 23–25 | 21–25 | 23–25 |       |       | 67–75 | Relatório |

## Fase final
|  | Semifinais  | Semifinais  |   |             | Final          | Final |  |
|  |             |             |   |             |                |       |  |
|  | 29 de junho |             |   |             |                |       |  |
|  | Chéquia     | 3           |   |             |                |       |  |
|  | Argentina   | 0           |   |             |                |       |  |
|  |             |             |   |             |                |       |  |
|  |             |             |   |             | 30 de junho    |       |  |
|  |             |             |   |             | Chéquia        | 2     |  |
|  |             | Canadá      | 3 |             |                |       |  |
|  |             |             |   |             |                |       |  |
|  |             |             |   |             |                |       |  |
|  |             |             |   |             | Terceiro lugar |       |  |
|  | 29 de junho | 29 de junho |   | 30 de junho | 30 de junho    |       |  |
|  | Canadá      | 3           |   | Argentina   | 3              |       |  |
|  | Croácia     | 0           |   |             | Croácia        | 0     |  |

### Semifinais
| Data   | Hora  |         | Placar |           | Set 1 | Set 2 | Set 3 | Set 4 | Set 5 | Total | Relatório |
| ------ | ----- | ------- | ------ | --------- | ----- | ----- | ----- | ----- | ----- | ----- | --------- |
| 29 jun | 17:00 | Chéquia | 3–0    | Argentina | 25–16 | 25–19 | 25–23 |       |       | 75–58 | Relatório |
| 29 jun | 20:00 | Canadá  | 3–0    | Croácia   | 25–18 | 25–20 | 26–24 |       |       | 76–62 | Relatório |

### Terceiro lugar
| Data   | Hora  |           | Placar |         | Set 1 | Set 2 | Set 3 | Set 4 | Set 5 | Total | Relatório |
| ------ | ----- | --------- | ------ | ------- | ----- | ----- | ----- | ----- | ----- | ----- | --------- |
| 30 jun | 16:00 | Argentina | 3–0    | Croácia | 25–19 | 25–18 | 25–14 |       |       | 75–51 | Relatório |

### Final
| Data   | Hora  |         | Placar |        | Set 1 | Set 2 | Set 3 | Set 4 | Set 5 | Total  | Relatório |
| ------ | ----- | ------- | ------ | ------ | ----- | ----- | ----- | ----- | ----- | ------ | --------- |
| 30 jun | 19:00 | Chéquia | 2–3    | Canadá | 17–25 | 16–25 | 25–21 | 25–23 | 8–15  | 91–109 | Relatório |

## Classificação final
| Campeão | Vice-campeão | Terceiro lugar |
| CanadáJessica Niles · Autumn Bailey · Kiera Van Ryk · Kyla Richey · Danielle Smith · Alicia Ogoms · Alexa Gray · Andrea Mitrovic · Jennifer Cross · Shainah Joseph · Kristen Moncks · Alicia Perrin · Megan Cyr · Emily Maglio | ChéquiaAndrea Kossányiová · Veronika Trnková · Gabriela Orvošová · Eva Svobodová · Barbora Purchartová · Veronika Dostálová · Michaela Mlejnková · Tereza Patočková · Nikola Vanková · Pavla Smidová · Kristýna Šustrová · Eva Rutarová · Kateřina Holásková | ArgentinaElina Rodríguez · Yamila Nizetich · Daniela Bulaich · Lucía Fresco · Erika Mercado · Victoria Michel Tosi · Tatiana Vera · Julieta Lazcano · Tatiana Rizzo · Antonela Fortuna · Camila Hiruela · Candelaria Herrera · Valentina González · Valentina Galiano |

| 4 | Croácia      |
| 5 | Peru         |
| 6 | Taipé Chinês |